# 胡松年
胡松年（1086年—1146年），字茂老，海州怀仁（今赣榆县）人。宋代政治人物，曾随韩侂胄出使金国，官至吏部尚书权参知政事。

## 生平
幼年丧父，家境贫寒，靠母亲纺织供其读书。少年时博学多才，尤其精通《易经》。政和二年（1112年）以太学上舍生任潍州教授。重和元年（1118年），经徽宗面试，授予校书郎兼资善堂赞读。宣和六年（1124年）任殿试参详官，以沈晦第一，得徽宗欣赏，升任中书舍人。

## 延伸阅读
[在维基数据编辑]
 《宋史·卷379》，出自脱脱《宋史》